# 世界ヘビー級王座 (2023)
世界ヘビー級王座（英: World Heavyweight Championship）は、アメリカのプロレス団体WWEにおける王座の一つである。

## 概要
WWEにおいて統一WWE王座（WWE王座とWWEユニバーサル王座の統一王座）と並ぶ最高峰のタイトル。同団体に2013年まで存在した世界ヘビー級王座の歴史は系譜されていない。

## 歴史
2023年4月24日、トリプルHが王座新設を発表。5月27日、WWEナイト・オブ・チャンピオンズにて初代王座決定戦が行われ、AJスタイルズに勝利したセス"フリーキン"ロリンズが初代王者となった。
ロリンズはフィン・ベイラー、中邑真輔、ジェイ・ウーソらに対して防衛を重ね、翌年のレッスルマニア40でドリュー・マッキンタイアに破れるまで316日間もの間王座を防衛した。新王者となったマッキンタイアは、宿敵CMパンクによる攻撃によりダウンさせられ、その隙にダミアン・プリーストがMITBの権利を行使。わずか5分で王座から陥落した。
プリーストは2024年夏にかけて、ジェイ・ウーソやドリュー・マッキンタイアに対して防衛。特にマッキンタイアは、7月6日のマネー・イン・ザ・バンク戦で勝利し即日権利行使したが、またしてもCMパンクの妨害により破れている。
同年8月のサマースラムでプリーストは、キング・オブ・ザ・リング優勝により挑戦権を得たグンターと対戦。しかし同ユニットのフィン・ベイラーの裏切りにより、プリーストは王座陥落。グンターが新王者となると同時にプリーストはフェイス・ターンした。

## 歴代チャンピオン
| チャンピオン                 | 戴冠回数 | 戴冠日        | 保持日数 |
| ---------------------------- | -------- | ------------- | -------- |
| セス・"フリーキン"・ロリンズ | 1        | 2023年5月27日 | 317日    |
| ドリュー・マッキンタイア     | 1        | 2024年4月7日  | 5分46秒  |
| ダミアン・プリースト         | 1        | 2024年4月7日  | 118日    |
| グンター                     | 1        | 2024年8月3日  | 259日    |
| ジェイ・ウーソ               | 1        | 2025年4月19日 | 51日     |
| グンター                     | 2        | 2025年6月9日  | 54日     |
| CMパンク                     | 1        | 2025年8月2日  | 5分15秒  |
| セス・ロリンズ               | 2        | 2025年8月2日  | 2日      |